# Halász Kálmán
Halász Kálmán (Brassó, 1900. szeptember 28. – Brassó, 1978. június 3.) erdélyi magyar építészmérnök, szerkesztő. Id. Halász Gyula fia, Brassaï (ifj. Halász Gyula) öccse.

## Életpályája
Tanulmányait a brassói főreálban és a budapesti műegyetemen végezte. Mint építészmérnök szülővárosában önálló vállalkozóként több magán- és középületet, köztük turistaszállókat tervezett és épített, így a kisebbségi újságírók tusnádi üdülőházát. A Brassói Lapok, majd Brassói Napló szakírója és kritikusa, a Turisták Lapja szerkesztője (1930). 1944 után a Népi Egység munkatársa lett. Középiskolai tanár (1947–54), majd Brassó tartomány főépítésze, ill. vezető beosztású tervező.
Szakírásaival a Korunk, Utunk, Művelődés, Falvak Dolgozó Népe, Előre, Neuer Weg, Constructorul, Arhitectura hasábjain jelentkezett. Párizsban élő, Brassaï néven hírnevessé vált fotóművész bátyjának leveleit franciából magyarra fordította és sajtó alá rendezte; ezek sorozatszerűen előbb A Hétben, majd Előhívás címmel önálló kötetben is megjelentek.